# Паоло Негро
Паоло Негро (італ. Paolo Negro, * 16 квітня 1972, Арциньяно) — колишній італійський футболіст, захисник. По завершенні ігрової кар'єри — футбольний тренер.
Як гравець насамперед відомий виступами за клуб «Лаціо», а також національну збірну Італії.
Чемпіон Італії. Триразовий володар Кубка Італії. Дворазовий володар Суперкубка Італії з футболу. Володар Кубка Кубків УЄФА. Володар Суперкубка УЄФА.

## Клубна кар'єра
Вихованець футбольної школи клубу «Брешія».
У дорослому футболі дебютував 1990 року виступами за команду клубу «Болонья», в якій провів два сезони, взявши участь у 49 матчах чемпіонату.
Протягом 1992—1993 років, повернувшись до «Брешії», захищав кольори основної команди цього клубу.
Своєю грою за останню команду привернув увагу представників тренерського штабу клубу «Лаціо», до складу якого приєднався 1993 року. Відіграв за «біло-блакитних» наступні дванадцять сезонів своєї ігрової кар'єри. Більшість часу, проведеного у складі «Лаціо», був основним гравцем захисту команди. За цей час виборов титул чемпіона Італії, ставав володарем Кубка Італії (тричі), володарем Кубка Кубків УЄФА, володарем Суперкубка УЄФА.
Протягом 2005—2007 років захищав кольори команди клубу «Сієна».
2010 року повернувся на футбольне поле і того ж року завершив професійну ігрову кар'єру виступами у нижчоліговому клубі «Черветері».

## Виступи за збірні
Протягом 1990—1994 років залучався до складу молодіжної збірної Італії. На молодіжному рівні зіграв у 10 офіційних матчах, забив 2 голи.
1994 року дебютував в офіційних матчах у складі національної збірної Італії. Протягом кар'єри у національній команді, яка тривала 7 років, провів у формі головної команди країни лише 8 матчів. У складі збірної був учасником чемпіонату Європи 2000 року у Бельгії та Нідерландах, де разом з командою здобув «срібло».

## Кар'єра тренера
Розпочав тренерську кар'єру 2010 року як граючий тренер команди клубу «Черветері». Наразі досвід тренерської роботи обмежується цим клубом.
| Дата       | Місто     | Господарі | Результат | Гості       | Турнір             | Голи | Примітки |
| ---------- | --------- | --------- | --------- | ----------- | ------------------ | ---- | -------- |
| 16/11/1994 | Палермо   | Італія    | 1 – 2     | Хорватія    | Відбір до ЧЄ 1996  | -    |          |
| 21/12/1994 | Пескара   | Італія    | 3 – 1     | Туреччина   | товариський матч   | -    |          |
| 25/03/1995 | Салерно   | Італія    | 4 – 1     | Естонія     | Відбір до ЧЄ 1996  | -    |          |
| 16/12/1998 | Рим       | Італія    | 6 – 2     | Зірки світу | товариський матч   | -    |          |
| 28/04/1999 | Загреб    | Хорватія  | 0 – 0     | Італія      | товариський матч   | -    |          |
| 05/06/1999 | Болонья   | Італія    | 4 – 0     | Уельс       | Відбір до ЧЄ 2000  | -    |          |
| 09/06/1999 | Лозанна   | Швейцарія | 0 – 0     | Італія      | Відбір до ЧЄ 2000  | -    |          |
| 19/06/2000 | Ейндговен | Італія    | 2 – 1     | Швеція      | ЧЄ 2000 - 1-й етап | -    |          |
| Усього     |           | Матчів    | 8         |             | Голів              | 0    |          |

## Титули і досягнення
- Чемпіон Італії (1):

«Лаціо»: 1999–00
- Володар Кубка Італії (3):

«Лаціо»: 1997–98, 1999–00, 2003–04
- Володар Суперкубка Італії з футболу (2):

«Лаціо»: 1998, 2000
- Володар Кубка кубків УЄФА (1):

«Лаціо»: 1998–99
- Володар Суперкубка УЄФА (1):

«Лаціо»: 1999
- Чемпіон Європи (U-21): 1994
- Віце-чемпіон Європи: 2000